# 周忆
周忆，复旦大学数学科学学院教授，研究领域为非线性偏微分方程。中华人民共和国教育部第二批“长江学者”特聘教授。
1985年~1992年就读于复旦大学，获理学博士学位；1986-1988年在美国纽约大学学习，1995-1997年在美国普林斯顿高等研究院做高级访问学者。曾解决Strauss猜想中的一个重要问题，还曾获得中国国家自然科学奖三等奖一项、中国国家教委科技进步一等奖一项。